# 부패균

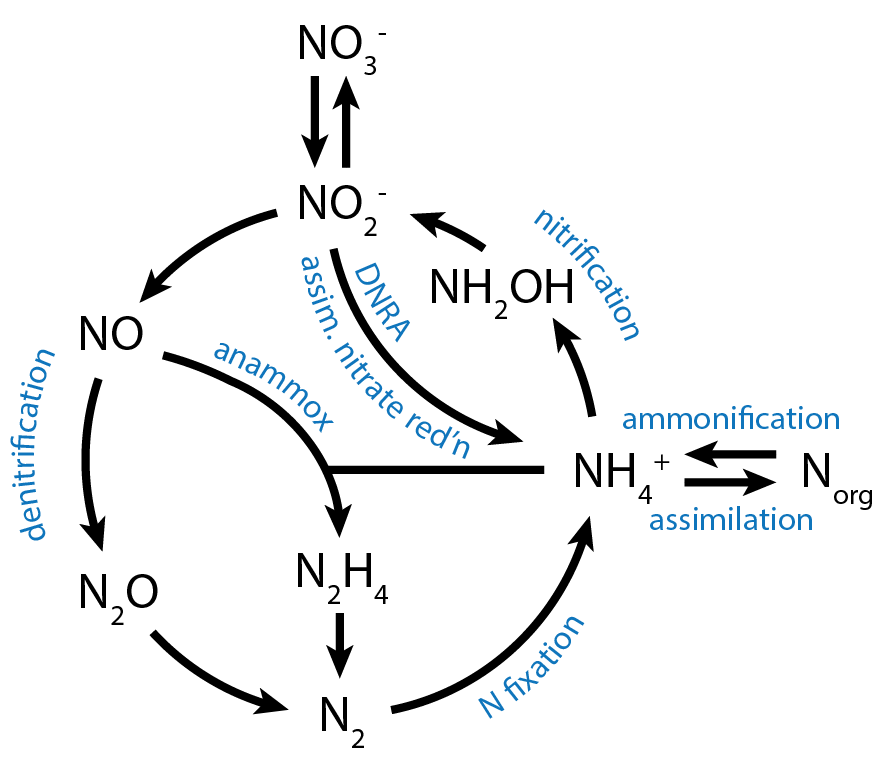
부패균은 질소 순환에서 중요한 역할을 한다.

부패균(腐敗菌, 영어: putrefying bacteria)은 생물체의 부패에 관여하는 세균이다. 부패균은 다른 분해자들과 함께 죽은 생물체들로부터 질소를 재활용하는 데 중요한 역할을 한다. 부패균은 또한 사람의 위장관에서 단백질의 부패 및 발효에 역할을 한다.
부패균은 분해 및 발효에 관여하는 여러 종의 세균들을 정의하는 데 사용되는 광범위한 용어이다. 부패균은 사후에 사체 자체뿐만 아니라 사체 내부의 물질들을 분해, 발효시키는 중요한 역할을 한다. 부패는 사후 분해의 마지막 단계로 정의된다. 부패균은 사후 분해에서 역할을 하기 때문에 부패균도 질소 순환에서 중요한 역할을 한다. 부패균은 죽은 생물의 물질들을 분해하고 변환하여 질산화 세균이 이러한 생성물을 사용 가능한 질소 형태로 전환할 수 있도록 한다.

## 질소 순환에서의 부패균
질소 순환은 생명 현상을 유지하는 데 중요한 부분이며, 질소 함유 화합물의 생합성에 필수적이다. 질소는 고정되지 않으면 대부분의 생물들이 사용할 수 없으며, 질소 고정은 특정 부류의 원핵생물들에 의해서만 수행될 수 있다. 부패균은 아미노산이나 요소를 에너지원으로 사용하여 죽은 생물을 분해한다. 이 과정에서 부패균은 암모늄 이온을 생성한다. 그런 다음 질산화 세균은 산화에 의해 암모늄 이온을 질산염으로 전환하고, 식물은 이를 사용하여 더 많은 단백질을 생성할 수 있다. 암모늄 이온이 질산화 세균에 의해 질산염으로 전환되는 과정을 질산화 작용이라고 한다. 이 산화 반응의 에너지는 화학 합성에서 유기 화합물을 합성하는 데에도 사용할 수 있다.

## 부패
부패는 사망 후 마지막 단계로 간주되며, 주로 장에 있는 혐기성 생물에 의해 수행된다. 부패균은 신체의 분해를 돕는 과다한 효소들을 생성한다. 체내의 면역 기능이 결핍되어 있기 때문에 부패균은 혈관을 통해 퍼져 나가고 혈액 내의 탄수화물과 단백질을 에너지원으로 활용한다. 부패를 일으키는 주요 세균종은 가스괴저균(Clostridium perfringens)이다. 이 세균은 가스 형성, 남아 있는 혈전 분해, 조직 분해 및 현저한 용혈에 기여한다.
|  |

이러한 분해는 사망 직후부터 시작되지만, 사망 후 몇 시간까지는 육안으로 확인되지 않는다. 다음 날이 되면 몸이 분해되기 시작한다. 부패의 세 가지 특징은 변색, 변질, 용해이다. 연령, 체성분, 온도 그리고 사체가 습한 지역에 있는지 또는 건조한 지역에 있는지의 여부와 같은 동물의 부패 속도에 영향을 미칠 수 있는 많은 요인들이 있다. 부패가 일어나려면 온도가 0 °C에서 48 °C 사이여야 한다. 부패 과정에 참여하는 세균 군집도 부패 속도에 중요한 역할을 한다. 영양분을 섭취하지 않은 신생아의 사체는 장내 미생물총이 부족하기 때문에 유아의 사체보다 분해 속도가 느리다. 나이가 든 개체의 사체는 젊은 개체의 사체보다 분해 속도가 느린 경향이 있다. 염증성 질환, 섭식 장애, 패혈증 및 장내 미생물총에 영향을 미칠 수 있는 기타 조건들에 따라 사체는 다른 속도로 분해될 수 있다.

## 장내 부패균
징내 미생물군집은 사람의 건강에 큰 역할을 하며, 건강한 세균 군집을 갖는 것은 건강한 삶을 살아가는 데 필수적이다. 세균은 사람의 위장관이 스스로 처리할 수 없는 영양소의 소화를 돕는다. 장내 부패균은 체내에서 분해되지 않는 단백질을 발효 또는 분해하는 데 중요한 역할을 한다. 발효 및 부패 과정은 주로 말단 결장에서 일어난다. 이들 세균은 대장에서 대사 산물 수에 기여한다. 장내 미생물군집은 매우 다양하며, 부패균은 다양한 세균종들을 포함한다. 이러한 세균에는 바실루스속(Bacillus), 클로스트리듐속(Clostridium), 엔테로박터속(Enterobacter), 대장균속(Escherichia), 포소박테리움속(Fusobacterium), 살모넬라속(Salmonella) 등이 있다. 이들 세균 군집은 식사 및 미생물의 전파 방식에 의해 형성된다. 현재까지의 연구로는 아직 사람의 장내 미생물군집에서 부패균의 의미를 완전히 밝혀내지는 못했지만, 현재의 데이터로는 이러한 세균이 상황에 따라 사람에게 도움이 될 수도 있고 해로울 수도 있음을 시사한다. 인돌과 같은 부패 경로에서의 일부 생성물들은 장내 기생충으로부터 보호하는 데 도움이 되는 것으로 나타났다. 푸소박테리움균류(Fusobacteriota)와 같은 일부 부패균은 대장암과 같은 유해한 암 및 질병에 도움을 준다.

## 같이 보기
- 부패
- 분해
- 혐기성 생물
- 질소 순환
- 미생물군집